# St.-Nicolai-Kirche (Gebhardshagen)

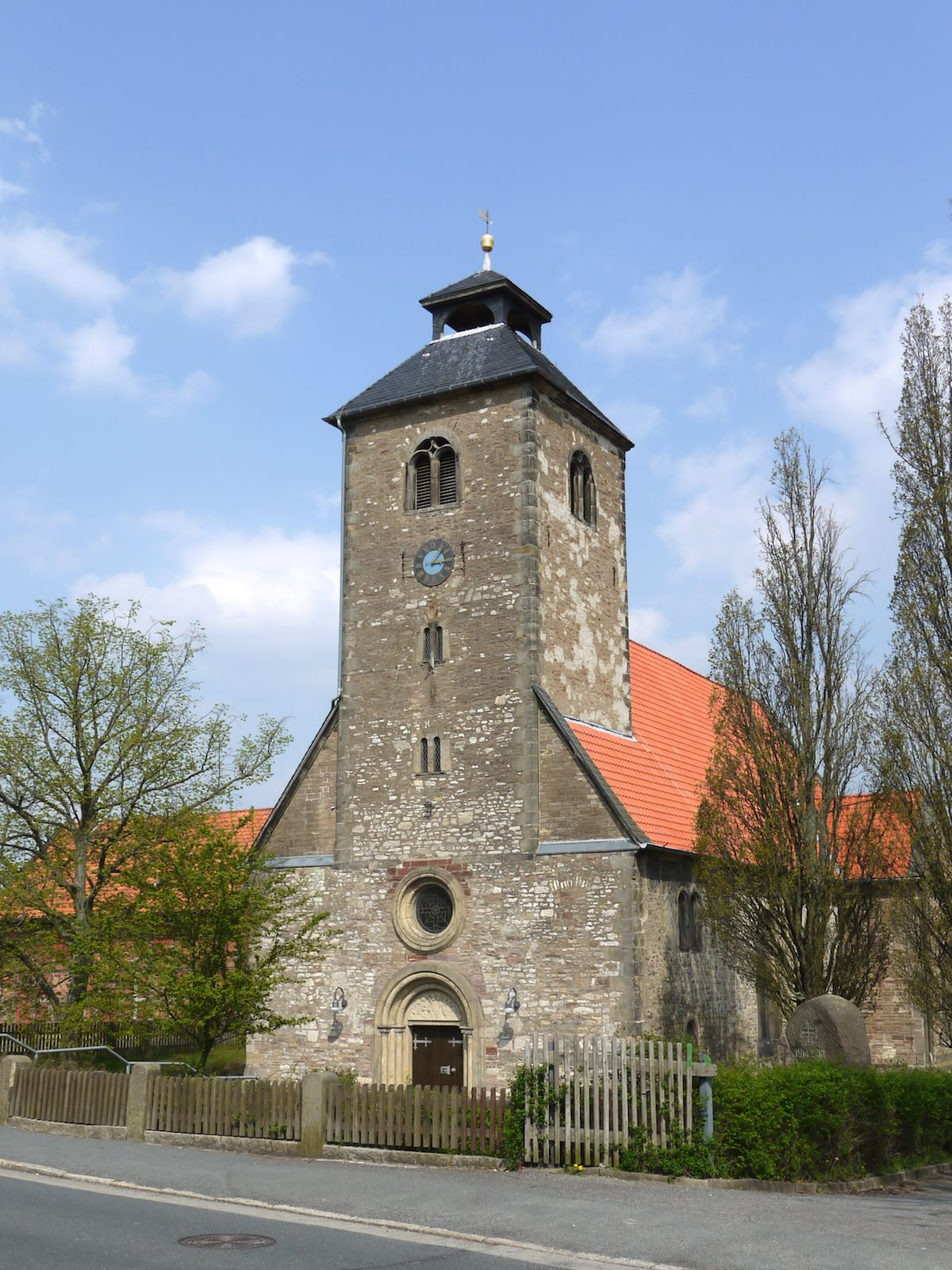
St.-Nicolai-Kirche

Die evangelisch-lutherische St.-Nicolai-Kirche ist die älteste Kirche von Gebhardshagen, einem Stadtteil von Salzgitter. Herzogin Anna Sophia von Brandenburg (1598–1659), die Gemahlin des Herzogs Friedrich Ulrich von Braunschweig-Wolfenbüttel (1591–1634), ließ sie erbauen.

## Geschichte

### Kirchengemeinde
Die Region des heutigen Salzgitter wurde zu Ende des 8. Jahrhunderts christianisiert. Ausgangspunkt für die Bekehrung zum Christentum war das 744 gegründete Kloster zu Fulda. Nach der Gründung des Bistums Hildesheim im Jahre 815 durch Ludwig den Frommen gehörte das heutige Salzgitter zu dessen Einflussbereich, Gebhardshagen gehörte hier zum Kirchenkreis (Archidiakonat) Barum.
Im Jahr 1542 wurde nach dem Sieg der Schmalkaldischen Truppen gegen Herzog Heinrich den Jüngeren zum ersten Mal die Reformation eingeführt. Als fünf Jahre später Karl V. die Schmalkaldischen Truppen besiegte, konnte Herzog Heinrich d. J. wieder in sein Herzogtum zurückkehren und ordnete in der Folge die Rückkehr zum katholischen Glauben an. Endgültig eingeführt wurde die Reformation 1568, als sein Sohn Herzog Julius den Thron übernahm. Um diese Zeit wurde die Kirchenstelle in Gebhardshagen vakant und wurde durch die Pfarrei in Gustedt (heute Ortsteil der Gemeinde Elbe) übernommen, sie gehörte somit zum Amt Wohldenberg. Erst 1660 ließ der damalige Herzog August die Pfarrstelle neu besetzen und ordnete auch die Trennung von Gustedt an. Stattdessen wurde mit den benachbarten Gemeinden von Calbecht und Engerode ein Pfarrverband gegründet, der auch heute (2018) noch besteht und der zur Propstei Salzgitter-Bad gehört. Im Sommer 2017 fusionierten die drei Gemeinden des Pfarrverbandes zur Kirchengemeinde Gebhardshagen-Calbecht-Engerode.

### Vorgängerkirche
Die erste Erwähnung eines Priesters in Gebhardshagen stammt aus dem Jahr 1235, in dieser wird ein Priester namens Henricus (Heinrich) erwähnt. Zu dieser Zeit gab es nur eine kleine Kapelle innerhalb der Burganlage des Ortes, während es in den größeren Nachbarorten Kirchheerte (zwischen Gebhardshagen und Heerte) und Weddem (nördlich von Gebhardshagen) bereits Dorfkirchen gab. Als Anfang des 15. Jahrhunderts die Gefährdung durch Kriegszüge zunahm, zogen die Bewohner dieser Orte in den Schutz der befestigten Burg und Kirchheerte und Weddem fielen wüst. Für die vielen Bewohner des Ortes reichte die Burgkapelle jetzt nicht mehr aus, so dass um 1410 außerhalb der Burganlage eine größere hölzerne Kapelle errichtet wurde. Wie auch die heutige Kirche war diese Kapelle dem Heiligen Nikolaus gewidmet. Dies geschah in Anlehnung an die St.-Nikolai-Kirche von Barum, die zu der Zeit Archidiakonatskirche des Bistums Hildesheim war und zu deren Bereich auch Gebhardshagen gehörte.

### Baugeschichte

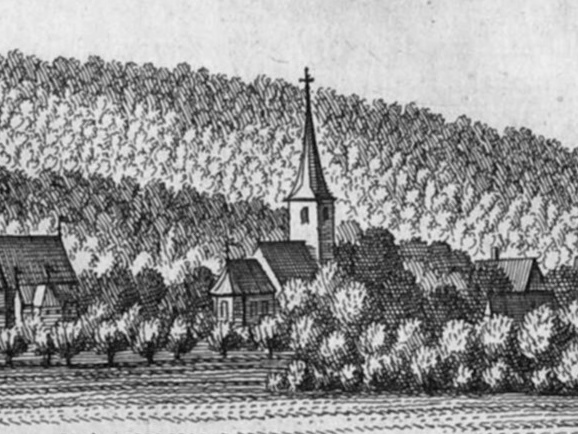
Merianstich Gebhardshagen von 1654 – Ausschnitt Nicolaikirche

Die Holzkirche von 1410 war Anfang des 17. Jahrhunderts zu klein für die Gemeinde geworden, überdies war sie stark reparaturbedürftig. Da die Kirche zu der Zeit zu Gustedt und damit zum Amt Wohldenberg gehörte, hatte es Herzog Friedrich Ulrich von Braunschweig-Wolfenbüttel abgelehnt, für die Baukosten aufzukommen. Seine Gemahlin Anna Sophia, der er zur Hochzeit das Amt Wohldenberg verschrieben hatte, ordnete daraufhin den Bau an und finanzierte diesen auch. Die neue steinerne Kirche wurde zwischen 1614 und 1619 auf den Fundamenten der alten Kirche errichtet. Auf einem Merian-Stich von 1654, der den Ort Gebhardshagen und seine Burg zeigt, ist rechts auch diese Kirche dargestellt. Die Kirche hatte damals einen hohen und spitzen Kirchturm, an den sich das Kirchenschiff und ein achteckiger Chor anschlossen.

### Umbauten und Renovierungen
Bei einem schweren Gewitter am 1. Mai 1791 wurden das Dach und große Teile des Kirchturmes zerstört. Herabstürzende Teile des Turmes rissen die drei Glocken der Kirche, die Kirchturmuhr und auch die Orgel in die Tiefe. Zwei der drei Glocken blieben unversehrt, für diese wurde im Kirchhof ein Glockenstuhl errichtet. Da der damalige Kirchenpatron von Brabeck seine finanzielle Unterstützung zum Wiederaufbau verweigerte, weil er keinen Anteil an den Einnahmen der Kirche hatte, wurde ihm 1804 das Patronat aberkannt, das darauf an den Landesherrn zurückfiel. Erst 1810 gelang es, die Schäden zu beseitigen. Aus Kostengründen wurde dabei der Kirchturm kleiner als zuvor aufgebaut, auch erhielt er nur ein niedriges Dach mit einer aufgesetzten Laterne.
Im April 1860 wurden Arbeiten zur Erweiterung der Kirche aufgenommen. An der Ostseite wurden ein Querschiff und eine Apsis angebaut, Turm und Kirchenschiff blieben in der alten Form. Der Eingang wurde zur Mitte des Turmes verlegt und das Kirchenschiff erhielt größere Fenster.
Für die im Zweiten Weltkrieg zerstörten Fenster waren nach Kriegsende zunächst Drahtglasscheiben eingesetzt worden, 1952 wurden diese durch eine Bleiverglasung mit farbigem Kathedralglas ersetzt. Eine umfangreiche Renovierung wurde Ende der 1980er Jahre durchgeführt, dabei wurden auch alte Deckenmalereien wieder freigelegt, die 1861 durch den Braunschweiger Hofmaler Wirries aufgebracht worden waren. Die letzte Renovierung wurde 2012 durchgeführt, dabei erhielt der Innenraum seinen heutigen Anstrich.
Das Tympanon (Giebeldarstellung) im Bogenportal über dem Eingang zur Kirche wurde von dem Bildhauer Joseph Krautwald aus Rheine geschaffen. Es zeigt den heiligen Nikolaus von Myra, dem die Kirche gewidmet ist, zusammen mit seinen Schutzbefohlenen, den Schiffbrüchigen, Kindern und Armen. Das Tympanon ist eine persönliche Stiftung des Ehrendomkapitulars Johannes Wosnitza, der der 1941 gegründeten katholischen Gemeinde von Gebhardshagen als erster Pfarrer vorstand. Es ist ein Zeichen des Dankes für die Gastfreundschaft der Nicolaikirche im letzten Kriegsjahr und für die Zusammenarbeit der beiden christlichen Gemeinden in Gebhardshagen.

## Einrichtung der Kirche

### Innenraum
Der Altar der Kirche ist schlicht, der Altaraufsatz zeigt eine Darstellung der Auferstehung Christi. Die Kanzel wird von einer achteckigen Säule getragen, in ihren sechs Nischen sind Figuren der Apostel aufgestellt. Neben der Kanzel steht die älteste Grabtafel der Kirche, diese erinnert an Burckhard von Steinberg, der 1572 starb. Weitere Grabtafeln aus der zweiten Hälfte des 17. Jahrhunderts sind im Turmraum aufgestellt.

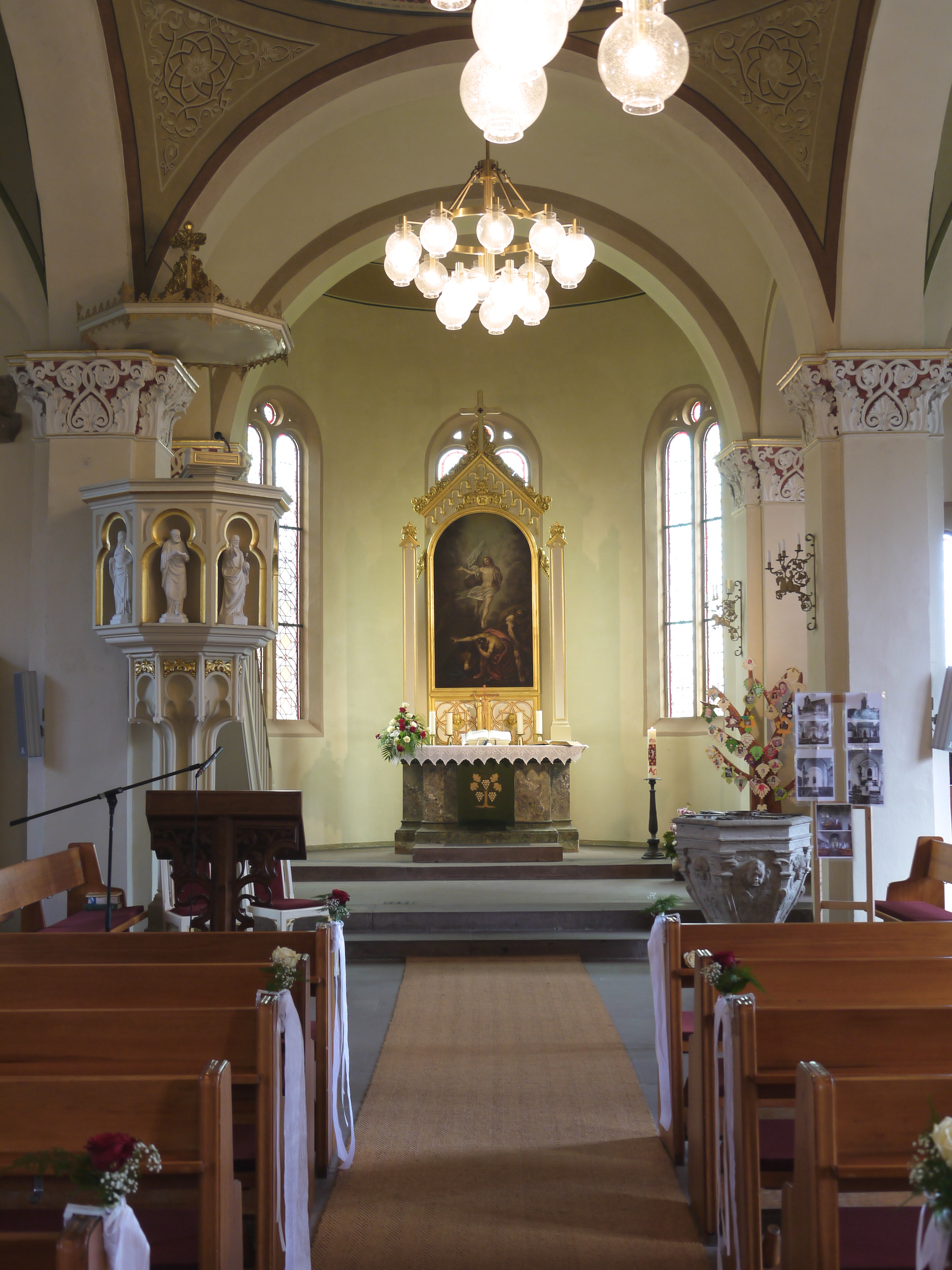
Innenraum mit Altar
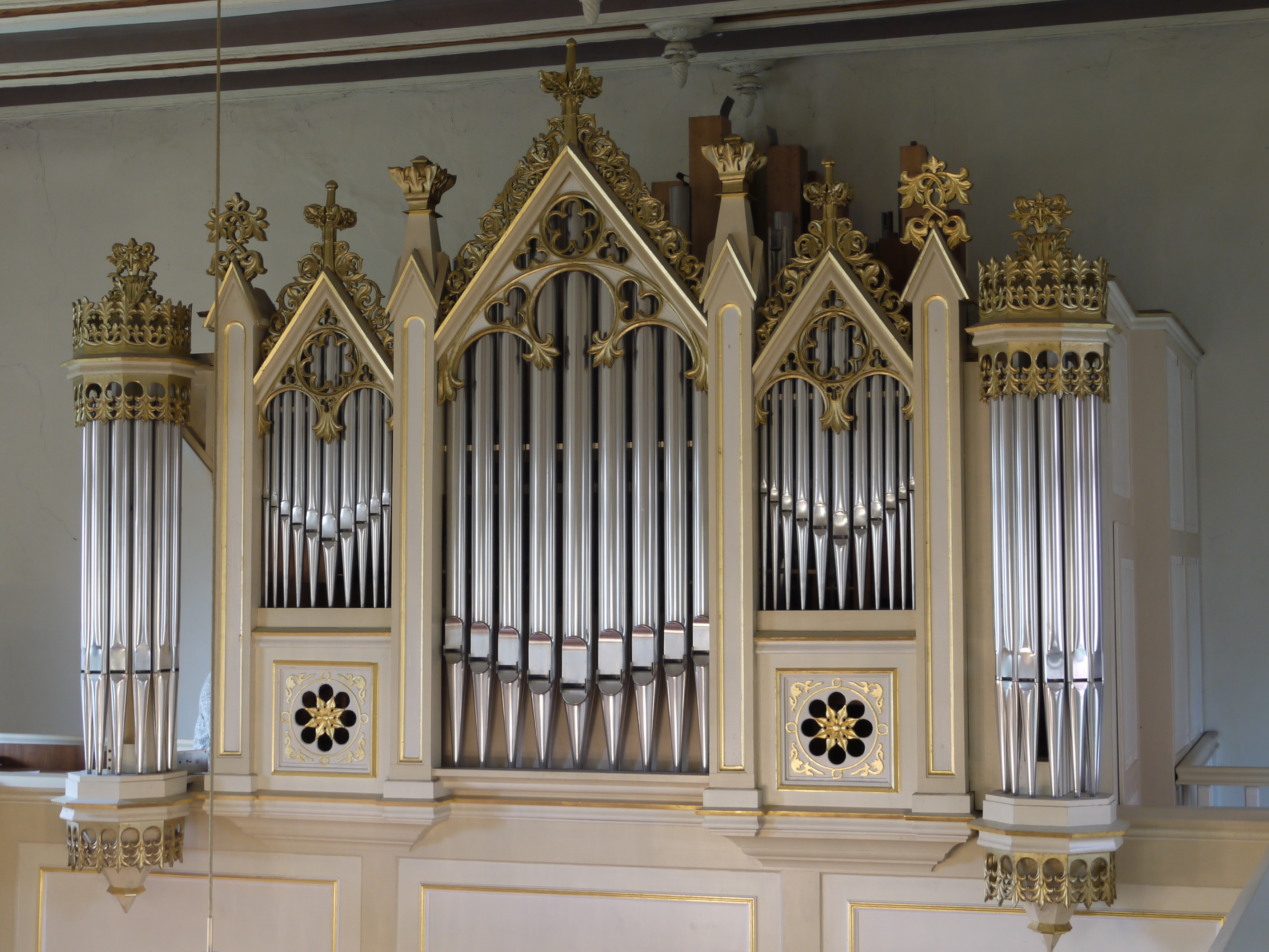
Orgelprospekt
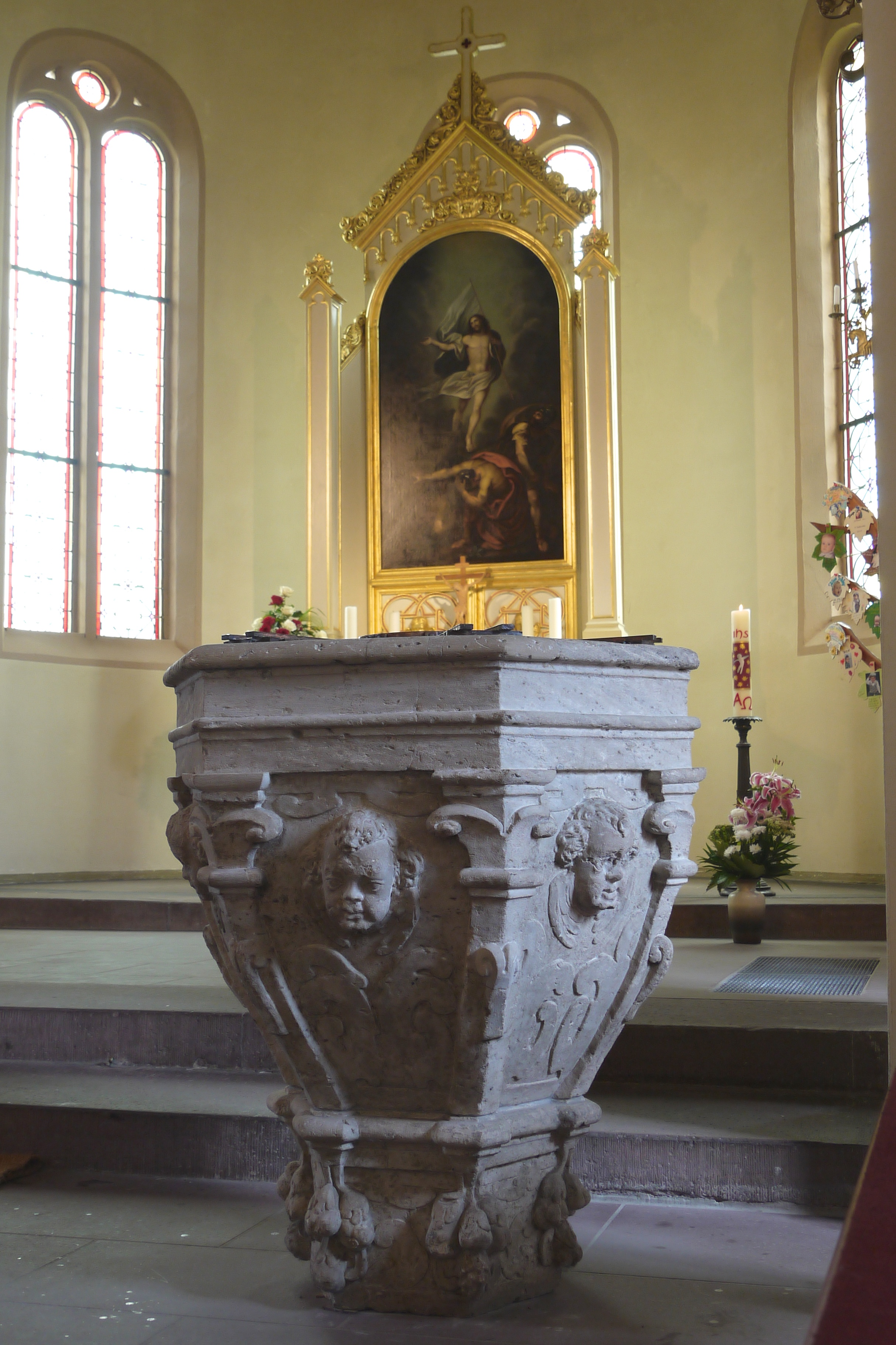
Taufbecken
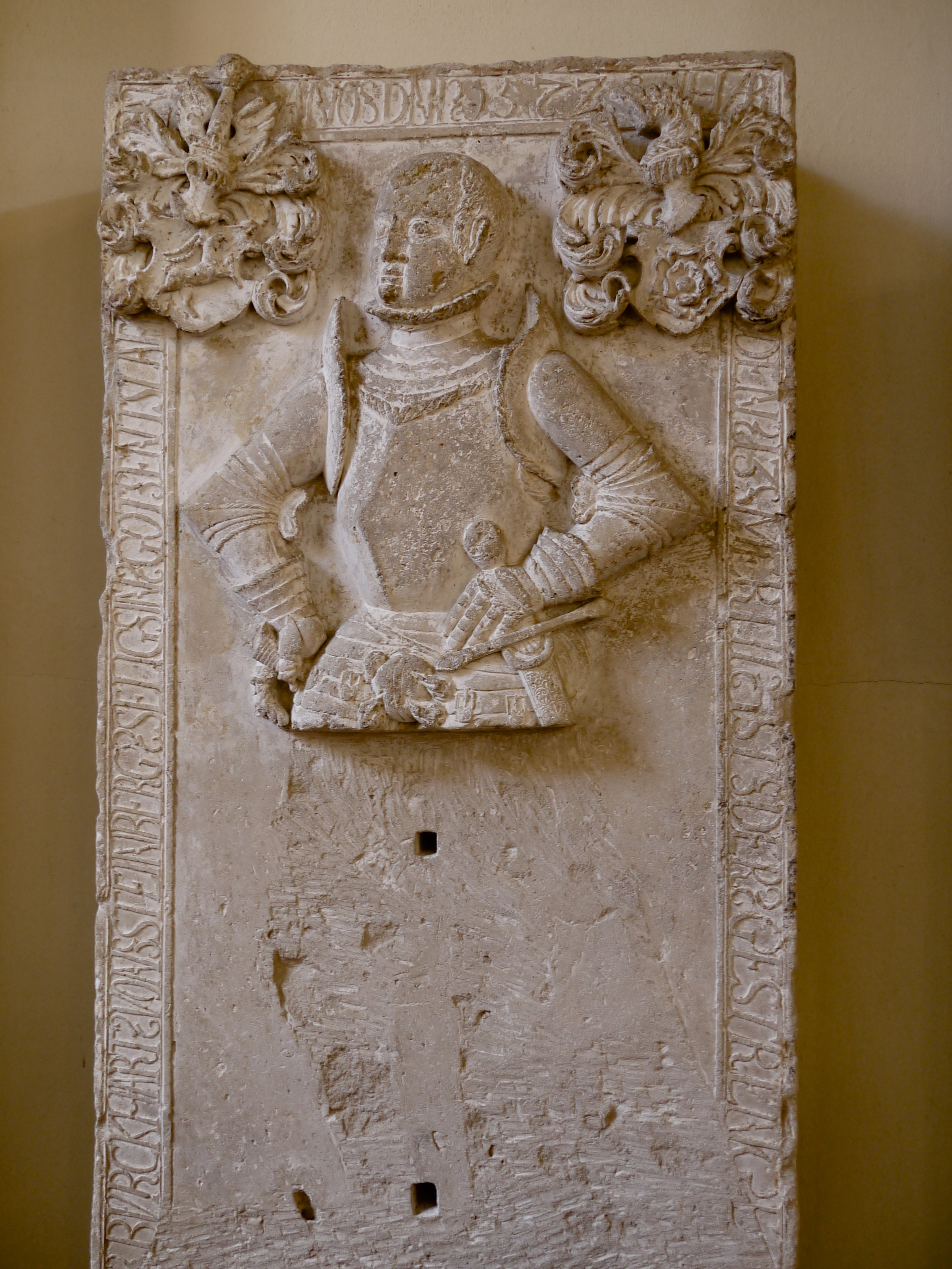
Grabtafel von 1572

Der älteste Abendmahlskelch wurde der Kirche 1698 vom Amtsmann Gerding und seiner Frau gestiftet. Dieser 19 cm hohe und aus vergoldetem Silber gefertigte Kelch trägt unter dem Fuß eine Widmung des Spenderehepaares. Ein zweiter silberner Kelch wurde gemäß seiner Inschrift 1772 in Wolfenbüttel gefertigt, weitere Informationen hierzu sind nicht überliefert.
Der Taufstein der Kirche wurde um 1650 aus Sandstein gefertigt. Bei den Arbeiten 1860/62 wurde der damals als wertlos erachtete Stein für zwei Taler an einen ortsansässigen Kaufmann abgegeben und seitdem in dessen Garten als Blumenschale genutzt. Der Kaufmann stiftete dafür der Kirche im Juni 1862 zur Wiedereinweihung eine versilberte Taufschale aus Messing. Nach über 100 Jahren wurde der alte Taufstein wiederentdeckt und steht nach einer Restaurierung seit 1964 wieder in der Kirche.
Die erste Orgel konnte 1698 auf Betreiben und mit finanzieller Unterstützung des Amtsmanns Gerding beschafft werden, Hersteller war der Halberstädter Orgelbauer Heinrich Jacob Wilcken. Bei dem Unwetter von 1791 wurde diese Orgel zerstört. Die heute noch benutzte und 1961 überholte Orgel wurde durch den Orgelbaumeister Engelhardt aus Herzberg hergestellt und am 25. Dezember 1862 eingeweiht.

### Glocken
Nach der Wiedererrichtung des Kirchturmes 1810 wurden die seit dem Einsturz 1791 im Glockenstuhl des Kirchhofs hängenden beiden Glocken wieder in den Kirchturm gebracht. Eine der beiden Glocken wurde 1892 durch unsachgemäßes Läuten beschädigt, worauf die beiden Glocken neu gegossen wurden. Diese mussten 1917 zum Einschmelzen abgegeben werden, als Ersatz erhielt die Kirche zwei kleine Stahlglocken. Durch Spenden aus der Bevölkerung konnten 1933 eine große und eine kleine Bronzeglocke angeschafft werden. Die größere der beiden Glocken und die Schlagglocke der Kirchturmuhr mussten 1942 abgeliefert werden und wurden eingeschmolzen. Von der Glockengießerei Rincker erhielt die Kirche in den Jahren 1961 und 1966 zwei neue Läuteglocken und 2001 eine neue Schlagglocke für die Kirchturmuhr.

### Turmuhr
Die erste Kirchturmuhr war bei dem Unwetter von 1791 beschädigt worden, wurde aber instand gesetzt und nach dem Wiederaufbau des Turmes weiterbetrieben. Das Uhrenblatt war zuerst an der Südseite des Turmes angebracht, es wurde bei den Arbeiten von 1860 an die Westseite verlegt. 1904 erhielt die Kirche durch die Turmuhrenfabrik Weule in Bockenem eine neue Uhr, diese war ein Geschenk des Ehepaares Lattemann an die Gemeinde anlässlich ihrer diamantenen Hochzeit. Das Uhrwerk wird auch heute noch mechanisch betrieben und muss einmal pro Woche aufgezogen werden.